# Knapp (Wisconsin)
Pour les articles homonymes, voir Knapp.
Knapp est un village du comté de Dunn, dans l'État du Wisconsin, aux États-Unis. En 2020, il comptait une population de 478 habitants.